# Chamseddine Dhaouadi
Pour les articles homonymes, voir Dhaouadi.
Chamseddine Dhaouadi, né le 15 janvier 1987 à Tunis, est un footballeur international tunisien reconverti comme entraîneur. Il évolue au poste de défenseur central entre 2007 et 2021.
Il occupe le poste d’entraîneur adjoint à l'Espérance sportive de Tunis depuis 2023.
Son frère Walid est également footballeur.

## Palmarès
- Championnat de Tunisie (5) : 2014, 2017, 2018, 2019, 2020
- Coupe de Tunisie (1) : 2016
- Supercoupe de Tunisie (1) : 2019
- Championnat arabe des clubs (1) : 2017
- Ligue des champions de la CAF (2) : 2018, 2019
- Championnat de Libye (1) : 2021